# Iosif Rotariu
Iosif Rotariu (ur. 27 września 1962 w Prigorze), piłkarz rumuński grający na pozycji defensywnego pomocnika.

## Kariera klubowa
Karierę piłkarską Rotariu rozpoczął w klubie Politehnica Timișoara. 19 kwietnia 1981 roku zadebiutował w pierwszej lidze w przegranym 1:4 wyjazdowym meczu z Universitateą Craiova. Następnie przez dwa lata występował w rezerwach klubu, a do pierwszej drużyny powrócił latem 1982, jednak na koniec sezonu zespół spadł do drugiej ligi. W sezonie 1984/1985 znów grał z Politehniką w ekstraklasie, a w 1986 roku odszedł do Steauy Bukareszt. Już w 1987 roku wywalczył swój pierwszy tytuł mistrza Rumunii, a także Puchar Rumunii. W 1988 roku obronił mistrzostwo kraju oraz dotarł ze Steauą do półfinału Pucharu Mistrzów. W 1989 roku trzeci raz z rzędu wywalczył prymat w kraju oraz wystąpił w finale Pucharu Europy, jednak Steaua uległa w nim włoskiemu A.C. Milan aż 0:4. Natomiast rok 1990 to 2. miejsce Steauy w lidze. W latach 1988 i 1989 Iosif zdobywał też kolejne krajowe puchary.
Latem 1990 Rotariu przeszedł do tureckiego Galatasaray SK. W stambulskim klubie nie zdołał wywalczyć miejsca w podstawowym składzie i przez dwa sezony był rezerwowym. W 1991 roku zajął 2. miejsce, a w 1992 - 3. miejsce w tureckiej lidze. Latem 1992 odszedł do Bakırköysporu, ale na koniec sezonu 1992/1993 spadł do drugiej ligi i na drugim froncie grał jeszcze przez rok.
W 1994 roku Rotariu wrócił do Rumunii. Najpierw grywał w drugoligowym CFR Timișoara, a następnie przez dwa sezony występował w lokalnym rywalu, Politehnice Timișoara. W 1997 roku został piłkarzem Steauy i najpierw wywalczył dublet, a w 1998 kolejny tytuł mistrzowski. W kolejnych sezonach grywał jednak w drugiej lidze rumuńskiej, w zespołach Politehniki, Extensiv Craiova, a na końcu w Bihorze Oradea. W 2002 roku zakończył karierę w wieku 40 lat.
Po jej zakończeniu Iosif został trenerem drugiego zespołu Politehniki, a obecnie jest asystentem trenera pierwszego zespołu.
| Sezon   | Klub                  | Kraj    | Rozgrywki | Mecze | Bramki |
| ------- | --------------------- | ------- | --------- | ----- | ------ |
| 1980/81 | Politehnica Timișoara | Rumunia | Divizia A | 2     | 0      |
| 1982/83 | Politehnica Timișoara | Rumunia | Divizia A | 11    | 1      |
| 1983/84 | Politehnica Timișoara | Rumunia | Divizia B | 30    | 4      |
| 1984/85 | Politehnica Timișoara | Rumunia | Divizia A | 31    | 1      |
| 1985/86 | Politehnica Timișoara | Rumunia | Divizia A | 32    | 10     |
| 1986/87 | Steaua Bukareszt      | Rumunia | Divizia A | 15    | 2      |
| 1987/88 | Steaua Bukareszt      | Rumunia | Divizia A | 29    | 6      |
| 1988/89 | Steaua Bukareszt      | Rumunia | Divizia A | 30    | 16     |
| 1989/90 | Steaua Bukareszt      | Rumunia | Divizia A | 19    | 4      |
| 1990/91 | Galatasaray SK        | Turcja  | Süper Lig | 16    | 1      |
| 1991/92 | Galatasaray SK        | Turcja  | Süper Lig | 12    | 3      |
| 1992/93 | Bakırköyspor          | Turcja  | Süper Lig | 8     | 0      |
| 1993/94 | Bakırköyspor          | Turcja  | 2. liga   | ?     | ?      |
| 1994/95 | CFR Timișoara         | Rumunia | Divizia B | 1     | 0      |
| 1995/96 | CFR Timișoara         | Rumunia | Divizia B | 7     | 2      |
| 1995/96 | Politehnica Timișoara | Rumunia | Divizia A | 17    | 6      |
| 1996/97 | Politehnica Timișoara | Rumunia | Divizia A | 17    | 6      |
| 1996/97 | Steaua Bukareszt      | Rumunia | Divizia A | 16    | 4      |
| 1997/98 | Steaua Bukareszt      | Rumunia | Divizia A | 26    | 7      |
| 1998/99 | Politehnica Timișoara | Rumunia | Divizia B | 21    | 4      |
| 1998/99 | Extensiv Craiova      | Rumunia | Divizia A | 20    | 2      |
| 1999/00 | Extensiv Craiova      | Rumunia | Divizia B | 12    | 1      |
| 1999/00 | Politehnica Timișoara | Rumunia | Divizia B | 12    | 1      |
| 2001/02 | Bihor Oradea          | Rumunia | Divizia B | 17    | 2      |

## Kariera reprezentacyjna
W reprezentacji Rumunii Rotariu zadebiutował 1 czerwca 1988 roku w przegranym 0:2 towarzyskim meczu z Holandią. W 1990 roku był w kadrze Rumunii na Mistrzostwach Świata we Włoszech. Tam zagrał we wszystkich spotkaniach: grupowych z ZSRR (2:0), Kamerunem (1:2) i Argentyną (1:1), a także w 1/8 finału z Irlandią (0:0, karne 4:5). Karierę reprezentacyjną zakończył w 1997 roku, a w drużynie narodowej wystąpił 25 razy i zdobył 1 gola (w 1990 roku w wygranym 2:1 sparingu z Polską).